# Stefan Kretzschmar
Stefan Kretzschmar (ur. 17 lutego 1973 w Lipsku) – niemiecki piłkarz ręczny, wielokrotny reprezentant kraju. Mistrz olimpijski z Aten. Występował jako lewoskrzydłowy. Karierę sportową zakończył w 2007 roku.
Obecnie jest dyrektorem sportowym SC Magdeburg. W październiku 2008 ukazała się jego biografia "Anders als erwartet".
Oboje jego rodzice, Waltraud i Peter Kretzschmar byli reprezentantami Niemieckiej Republiki Demokratycznej w piłce ręcznej.

## Sukcesy
- 1996: superpuchar Niemiec
- 1997, 1998, 2001: mistrzostwo Niemiec
- 1998: brązowy medal mistrzostw Europy (Włochy)
- 1998: puchar EHF
- 2002: wicemistrzostwo Europy (Szwecja)
- 2002: zwycięstwo w Lidze Mistrzów
- 2003: wicemistrzostwo świata (Portugalia)
- 2004: wicemistrzostwo olimpijskie (Ateny)

## Nagrody indywidualne
- 2003/2004: Król strzelców Ligi Mistrzów EHF (64 bramki)